# Districtul Sop Moei
Sop Moei (în thailandeză สบเมย) este un district (Amphoe) din provincia Mae Hong Son, Thailanda, cu o populație de 41.726 de locuitori și o suprafață de 1.412,7 km².

## Componență
Districtul este subdivizat în 6 subdistricte (tambon), care sunt subdivizate în 58 de sate (muban).
| Nr. | Nume         | În thailandeză | Sate | Locuitori |  |
| --- | ------------ | -------------- | ---- | --------- |  |
| 1.  | Sop Moei     | สบเมย          | 12   | 7,015     |  |
| 2.  | Mae Khatuan  | แม่คะตวน        | 8    | 7,000     |  |
| 3.  | Kong Koi     | กองก๋อย         | 9    | 5,796     |  |
| 4.  | Mae Suat     | แม่สวด          | 12   | 7,827     |  |
| 5.  | Pa Pong      | ป่าโปง          | 7    | 4,286     |  |
| 6.  | Mae Sam Laep | แม่สามแลบ       | 10   | 9,802     |  |